# Illa Christmas
|  | No s'ha de confondre amb l'illa Christmas o Kiritimati de les illes de la Línia. |

L'illa Christmas (en anglès, Christmas Island) és una dependència d'Austràlia, localitzada a l'oceà Índic, a 2.360 km al nord-oest de Perth (Austràlia occidental) i a 500 km al sud de Jakarta, Indonèsia.
Els primers navegants europeus hi van passar el 1615, però només va rebre el seu nom pel capità anglès William Mynors, per la data de la nova descoberta, el 25 de desembre de 1643. La colonització britànica va començar el 1888, per explotar les mines de fosfats. Durant la Segona Guerra Mundial fou ocupada per l'Imperi del Japó per aprofitar les seves mines de fosfats. Després de la guerra va passar a la Colònia de Singapur i finalment l'1 d'octubre de 1958 passa a Austràlia. L'únic ferrocarril de 18 km entre Flying Fish Cove i South Point va ser tancat el 1987.

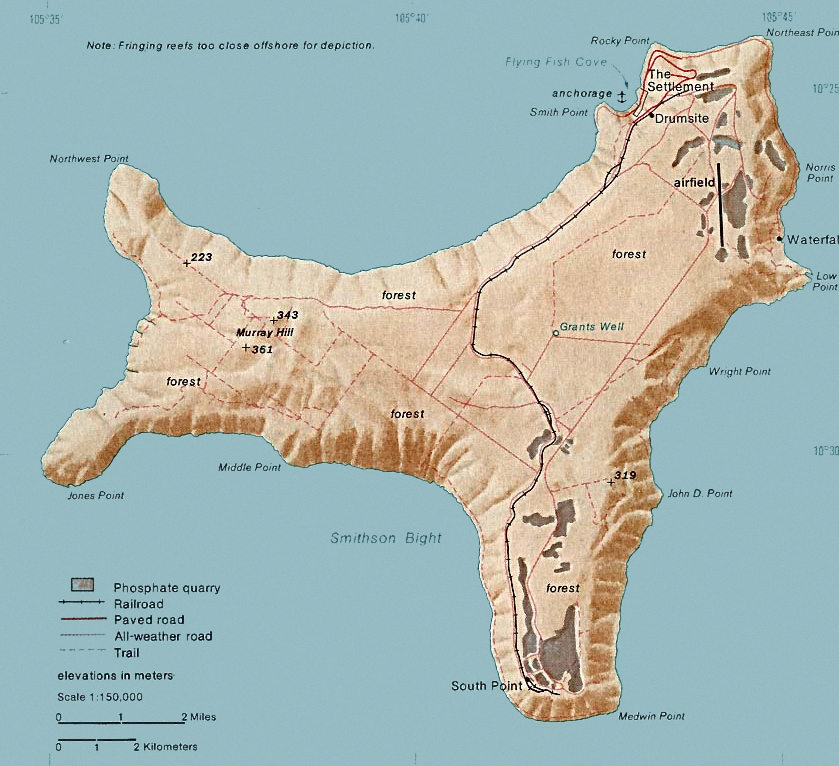
Mapa de l'illa Christmas

La composició ètnica és de 70% xinesos, 20% europeus i 10% malais. Les principals religions són el 18,3% budistes, 19,4% musulmans, 18,5% cristians, i 6% d'altres. L'anglès n'és l'idioma oficial, però també s'hi parlen el xinès i el malai.